# Organisation populaire pan-amhara
L'Organisation populaire pan-amhara est un parti politique éthiopien.
Lors des élections législatives du 15 mai 2005, elle fait partie de la coalition des Forces démocratiques éthiopiennes unies qui a remporté 52 des 527 sièges à la Chambre des représentants des peuples.